# Bulbophyllum collettii
Bulbophyllum collettii là một loài phong lan thuộc chi Bulbophyllum.